# Кунео
Ку́нео (итал. Cuneo), Ко́ни (пьем. Coni) — город в Италии, столица входящей в административную область Пьемонт провинции Кунео. 
Покровителем города считается святой архангел Михаил, празднование 29 сентября.

## География
Кунео находится на высокогорном плато, на реке Стура-ди-Демонте. Город построен в форме клина, что и дало ему название (Cuneo в переводе с итальянского означает клин).

## Достопримечательности
Среди достопримечательностей — монастырь Кьеза-Сан-Франческо, где теперь находится городской музей, дворец Палаццо-Аудифредди, кафедральный собор Дуомо, церкви Сент-Амброджио, Санта-Мария, Санта-Кроче и Сент-Клер.

## Экономика
Кунео известен особыми шоколадными конфетами с ромовой начинкой — «Cuneesi al Rhum».

## Известные уроженцы
- Ферреро, Микеле, богатейший человек Италии, владелец компании-производителя брендов Nutella и Ferrero Rocher.
- Дадоне, Фабиана, депутат Палаты депутатов Италии от Движения пяти звёзд, член Комиссии по борьбе с организованной преступностью.

## Города-побратимы
- Контрада-делла-Сельва (Сиена), Италия
- Санта-Фе, Аргентина
- Ницца, Франция
- Шамбери, Франция